# Francesco Rosselli

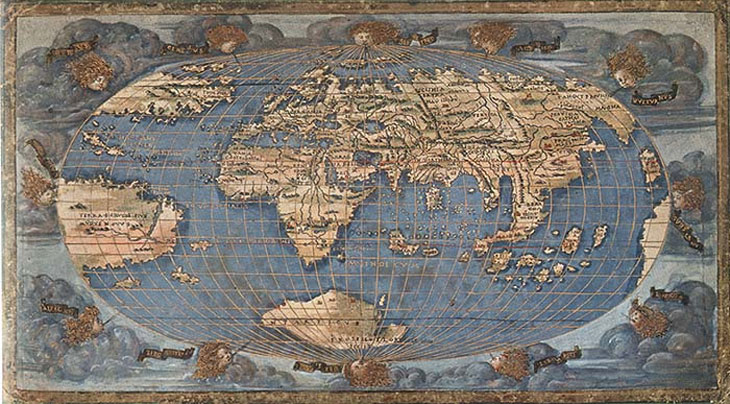
Planisferio de proyección oval, 1508, (420 mm x 370 mm). Grabado en lámina de cobre sobre pergamino e iluminado al temple. Museo Marítimo Nacional, Greenwich.

Francesco Rosselli (Florencia, 1447 - Florencia, c. 1513), fue un miniaturista, pintor, grabador y cosmógrafo florentino, miembro de una familia de artistas de larga tradición, hijo de Lorenzo di Filippo Rosselli y hermano menor del más célebre de todos ellos, Cosimo Rosselli. 

## Biografía
En 1470 trabajaba con Liberale da Verona en el antifonario de la catedral de Siena; se trata de la primera noticia cierta sobre su actividad artística, a partir de la cual se le han atribuido muchas otras miniaturas en libros litúrgicos y científicos. Hacia 1480, encontrándose arruinado, marchó a Hungría, dejando a la familia a cargo de su hermano Cosimo. Allí trabajó en la corte de Matías Corvino y trazó un mapa del país, según se hace constar en el inventario de su testamentaría. 
Hacia 1494 regresó a Italia, con medios económicos suficientes para montar en Florencia una oficina dedicada a la estampación y comercialización de grabados, cartas geográficas y globos terráqueos. De 1504 a 1508 trabajó en Venecia como cartógrafo, siendo mencionado elogiosamente por Luca Pacioli en su traducción de los Elementos  de  Euclides (Geometría, Venecia, 1509).

## Vistas de ciudades
En su testamento se mencionan vistas de Florencia, Nápoles, Roma, Pisa y Constantinopla. Las tres primeras pueden identificarse con pinturas conservadas, tratándose de la primera ocasión en que se pintan vistas de ciudades plenamente identificables. 
La vista de Nápoles en la conocida como Tavola Strozzi del Museo de Capodimonte, que puede datarse con precisión en 1472-1473 y originalmente sirvió como cornisa de una cama regalada por el banquero florentino Filippo Strozzi al rey de Nápoles Ferrante I de Aragón, ha sido atribuida a Rosselli por su semejanza constructiva con las dos restantes vistas de ciudades de autoría considerada segura: la vista de Florencia conservada en la colección Beer de Londres, realizada hacia 1489 pero teniendo como punto de partida un grabado anterior del propio Rosselli fechado en 1472, que a su vez sirvió como modelo a la conocida xilografía llamada «della catena» atribuida a Lucantonio degli Uberti, y la vista de Roma, de hacia 1482, conocida por la copia conservada en el Palacio Ducal de Mantua.
Una ideología común a las tres, que hace que las sedes del poder político (Campidoglio, Palazzo della Signoria y Castel Nuovo) se conviertan en el eje del tejido urbano, y la utilización de la perspectiva como vehículo de conocimiento topográfico, han llevado también a Cesare de Seta a atribuir a Rosselli las célebres vistas de ciudades ideales de la Galleria Nazionale delle Marche de Urbino, Staatliches Museum de Berlín y Walters Art Gallery de Baltimore, fechables entre 1474 y 1482 y originalmente destinadas a servir de modelo a las taraceas hechas en las salas del Palacio Ducal de Urbino.

## Planisferios de Rosselli
Rosselli parece ser autor de al menos tres mapamundis, aunque sólo uno de 1506 grabado sobre dibujo de Giovanni Matteo Contarini aparece firmado y fechado con precisión. Se trata del primer planisferio impreso que recogía los descubrimientos de españoles y portugueses en América, concebida todavía de forma fragmentada en dos masas de tierra al norte y al sur, con las Antillas en medio y unida a Asia. Es también, presumiblemente, la primera vez que se empleaba la proyección cónica para representar la superficie terrestre. 
Sin apartarse de las concepciones ptolemaicas, pero recogiendo las noticias de los nuevos descubrimientos y la apertura de nuevas rutas, hacia 1508 realizó dos mapas de proyección oval, el primero de ellos tomando  como modelo el planisferio dibujado por Henricus Martellus hacia 1498, el primero en recoger los descubrimientos de Bartolomé Díaz en el sur de África y el paso del Cabo de Buena Esperanza; Henricus Martellus, llamado «Germanus» pero nacido en Florencia, es precisamente otro de los cartógrafos que pudieran haber colaborado con Rosselli en su labor impresora.
El último no fue publicado hasta 1532 en el Isolario de Bartolomeo da li Sonetti, pero se elaboró hacia 1508, adaptando el de 1506 a una proyección ovalada. En él Rosselli mantiene la red ptolemaica de meridianos y paralelos, por primera vez completa, dando 180° de latitud y 360° de longitud; la topografía empleada para América es la utilizada por Cristóbal Colón en el cuarto viaje, enlazando aún los dos continentes, si bien Brasil parece haberse independizado como continente separado del mismo modo que el continente Austral, situado en el Antártico; pero como ocurre en algún otro mapa contemporáneo, la masa de tierra que Ptolomeo había imaginado al sur del océano Índico, donde situaba Cattigara, desaparecía abriendo así la posibilidad de una ruta hacía Asia viajando al oeste.